# Gai Escriboni Curió (sacerdot)
Gai Escriboni Curió (en llatí: Caius Scribonius Curio) va ser un sacerdot romà que va viure al segle ii aC.
Va ser nomenat Curió Màxim l'any 174 aC en el lloc de Gai Mamili Vítul que havia mort a causa d'una pesta.